# Victor Amadeus III van Sardinië
Victor Amadeus III (Turijn, 26 juni 1726 – Moncalieri, 16 oktober 1796) was van 1773 tot 1796 koning van Sardinië. Hij was de oudste zoon van Karel Emanuel III en diens tweede echtgenote Polyxena van Hessen-Rheinfels-Rotenburg.
Op 31 mei 1750 trad hij in het huwelijk met Maria Antonia van Bourbon (1729-1785), dochter van Filips V van Spanje. Uit dit huwelijk werden twaalf kinderen geboren, onder wie drie latere koningen van Sardinië - Karel Emanuel IV (1751-1819), Victor Emanuel I (1759-1824) en Karel Felix (1765-1831). Zijn dochters Maria Josephine (1753-1810) en Maria Theresia (1756-1805) waren gehuwd met respectievelijk Lodewijk XVIII en Karel X van Frankrijk, maar beiden stierven voordat hun gemaal de troon besteeg.
De onbekwame en extravagante Victor Amadeus kwam bij de dood van zijn vader in 1773 op de troon. Bij het uitbreken van de Franse Revolutie bood hij een toevluchtsoord voor vele royalistische emigranten, hetgeen hem uiteindelijk in conflict bracht met de Franse Republiek. Deze bezette in september 1792 Savoye en Nice en viel in 1794 Piëmont binnen. In de Eerste Coalitieoorlog boekte hij wel enige successen tegen Frankrijk, maar door demoralisering en een lege schatkist werd hij in 1795 en 1796 verslagen. Hij werd in dat laatste jaar gedwongen het Verdrag van Parijs te aanvaarden, waarbij hij een aanzienlijke som geld moest betalen, Savoye en Nice aan Frankrijk moest afstaan en een Frans garnizoen in Piëmont moest toelaten. Hij stierf vlak daarna en werd opgevolgd door zijn oudste zoon Karel Emanuel IV.
Uit het huwelijk van Victor Amadeus met Maria Antonia van Bourbon werden twaalf kinderen geboren:
- Karel Emanuel (24 mei 1751 - 6 oktober 1819), werd koning van Sardinië in 1796 trad in het huwelijk met Clothilde een zuster van Lodewijk XVI van Frankrijk.
- Marie Elizabeth Charlotte (16 juli 1752 - 17 april 1755), prinses van Sardinië.
- Maria Josephine Louisa (2 september 1753 - 13 november 1810), prinses van Sardinië, trouwde met Lodewijk XVIII van Frankrijk.
- Amadeus Alexander (5 oktober 1754 - 29 april 1755), hij was hertog van Montferrato.
- Maria Theresia (31 januari 1756 - 2 juni 1805), trouwde met Karel Filips van Frankrijk, toekomstig koning van Frankrijk.
- Maria Anna (17 december 1757 - 11 oktober 1824), werd hertogin van Chablais.
- Victor Emanuel I (24 juli 1759 - 10 januari 1824), werd in 1802 koning van Sardinië nadat zijn oudere broer afstand had gedaan van de troon.
- Maria Christine Josephine (21 november 1760 - 19 mei 1768), prinses van Sardinië.
- Maurits Jozef Maria (13 december 1762 - 1 september 1799), hertog van Montferrat. Bleef ongehuwd.
- Maria Carolina Antonietta (17 januari 1764 - 28 december 1782), trad in huwelijk met Anton van Saksen, dit huwelijk bleef kinderloos.
- Karel Felix (6 april 1765 - 27 april 1831), werd na het aftreden van zijn oudere broer, Victor Emanuel, koning van Sardinië.
- Jozef Benedictus (5 oktober 1766 - 29 oktober 1802), werd hertog van Maurienne, bleef ongehuwd.

## Voorouders
| Overgrootouders | Karel Emanuel II van Savoye (1636–1775) ∞ Maria Johanna van Savoye (1644–1724)                     | Karel Emanuel II van Savoye (1636–1775) ∞ Maria Johanna van Savoye (1644–1724)                     | Filips van Orléans (1640-1701) ∞ Henriëtta Anne van Engeland (1644-1670)                           | Filips van Orléans (1640-1701) ∞ Henriëtta Anne van Engeland (1644-1670)                           | Willem van Hessen-Rheinfels-Rotenburg (1648-1725) ∞ Maria Anna van Löwenstein-Wertheim-Rochefort (1652-1688)            | Willem van Hessen-Rheinfels-Rotenburg (1648-1725) ∞ Maria Anna van Löwenstein-Wertheim-Rochefort (1652-1688)            | Maximilian Karl van Löwenstein-Wertheim-Rochefort (1656-1718) ∞ Polyxena Maria van Khuen von Lichtenberg und Belasi (1658-1712) | Maximilian Karl van Löwenstein-Wertheim-Rochefort (1656-1718) ∞ Polyxena Maria van Khuen von Lichtenberg und Belasi (1658-1712) | Maximilian Karl van Löwenstein-Wertheim-Rochefort (1656-1718) ∞ Polyxena Maria van Khuen von Lichtenberg und Belasi (1658-1712) | Maximilian Karl van Löwenstein-Wertheim-Rochefort (1656-1718) ∞ Polyxena Maria van Khuen von Lichtenberg und Belasi (1658-1712) |
| Grootouders     | Victor Amadeus II van Sardinië (1666–1732) ∞ Anne Marie van Orléans (1669–1728)                    | Victor Amadeus II van Sardinië (1666–1732) ∞ Anne Marie van Orléans (1669–1728)                    | Victor Amadeus II van Sardinië (1666–1732) ∞ Anne Marie van Orléans (1669–1728)                    | Victor Amadeus II van Sardinië (1666–1732) ∞ Anne Marie van Orléans (1669–1728)                    | Ernst Leopold van Hessen-Rheinfels-Rotenburg (1684-1749) ∞ Eleonora Maria van Löwenstein-Wertheim-Rochefort (1686-1753) | Ernst Leopold van Hessen-Rheinfels-Rotenburg (1684-1749) ∞ Eleonora Maria van Löwenstein-Wertheim-Rochefort (1686-1753) | Ernst Leopold van Hessen-Rheinfels-Rotenburg (1684-1749) ∞ Eleonora Maria van Löwenstein-Wertheim-Rochefort (1686-1753)         | Ernst Leopold van Hessen-Rheinfels-Rotenburg (1684-1749) ∞ Eleonora Maria van Löwenstein-Wertheim-Rochefort (1686-1753)         | | |
| Ouders          | Karel Emanuel III van Sardinië (1701–1773) ∞ Polyxena van Hessen-Rheinfels-Rotenburg (1706 – 1735) | Karel Emanuel III van Sardinië (1701–1773) ∞ Polyxena van Hessen-Rheinfels-Rotenburg (1706 – 1735) | Karel Emanuel III van Sardinië (1701–1773) ∞ Polyxena van Hessen-Rheinfels-Rotenburg (1706 – 1735) | Karel Emanuel III van Sardinië (1701–1773) ∞ Polyxena van Hessen-Rheinfels-Rotenburg (1706 – 1735) | Karel Emanuel III van Sardinië (1701–1773) ∞ Polyxena van Hessen-Rheinfels-Rotenburg (1706 – 1735)                      | Karel Emanuel III van Sardinië (1701–1773) ∞ Polyxena van Hessen-Rheinfels-Rotenburg (1706 – 1735)                      | Karel Emanuel III van Sardinië (1701–1773) ∞ Polyxena van Hessen-Rheinfels-Rotenburg (1706 – 1735)                              | Karel Emanuel III van Sardinië (1701–1773) ∞ Polyxena van Hessen-Rheinfels-Rotenburg (1706 – 1735)                              | | |